# Francofobia
La francofobia (también conocida como antigalicismo, galofobia y sentimiento antifrancés) se refiere a una aversión u odio hacia Francia, ya sea respecto de su gente o el gobierno, o ya sea frente a la Francofonía (conjunto de entidades políticas con uso del francés como idioma oficial o cuya población francófona es numéricamente o proporcionalmente grande). Su antónimo es francofilia. Este sentimiento ha existido en diversas formas y en diferentes países.

## Francia como potencia hegemónica continental
Aunque la historia francesa en el sentido más amplio se extiende atrás más de un milenio, las fechas de su unidad política son desde el reinado de Luis XI, quien estableció las bases del estado-nación (en lugar de una entidad transnacional dinástica). Según Eric Hobsbawm (1990) solo los aristócratas y los eruditos hablaban francés antes de la Revolución francesa, mientras que aproximadamente dos tercios de la población del Reino francés habló de una gran variedad de lenguas  locales a menudo referido como dialectos. De ahora en adelante, Hobsbawm sostiene que los franceses se constituyen durante el siglo XIX, a través del reclutamiento que representaron las interacciones entre los ciudadanos franceses procedentes de diversas regiones y la Tercera República Francesa.

### Sentimiento antifrancés en el Reino Unido

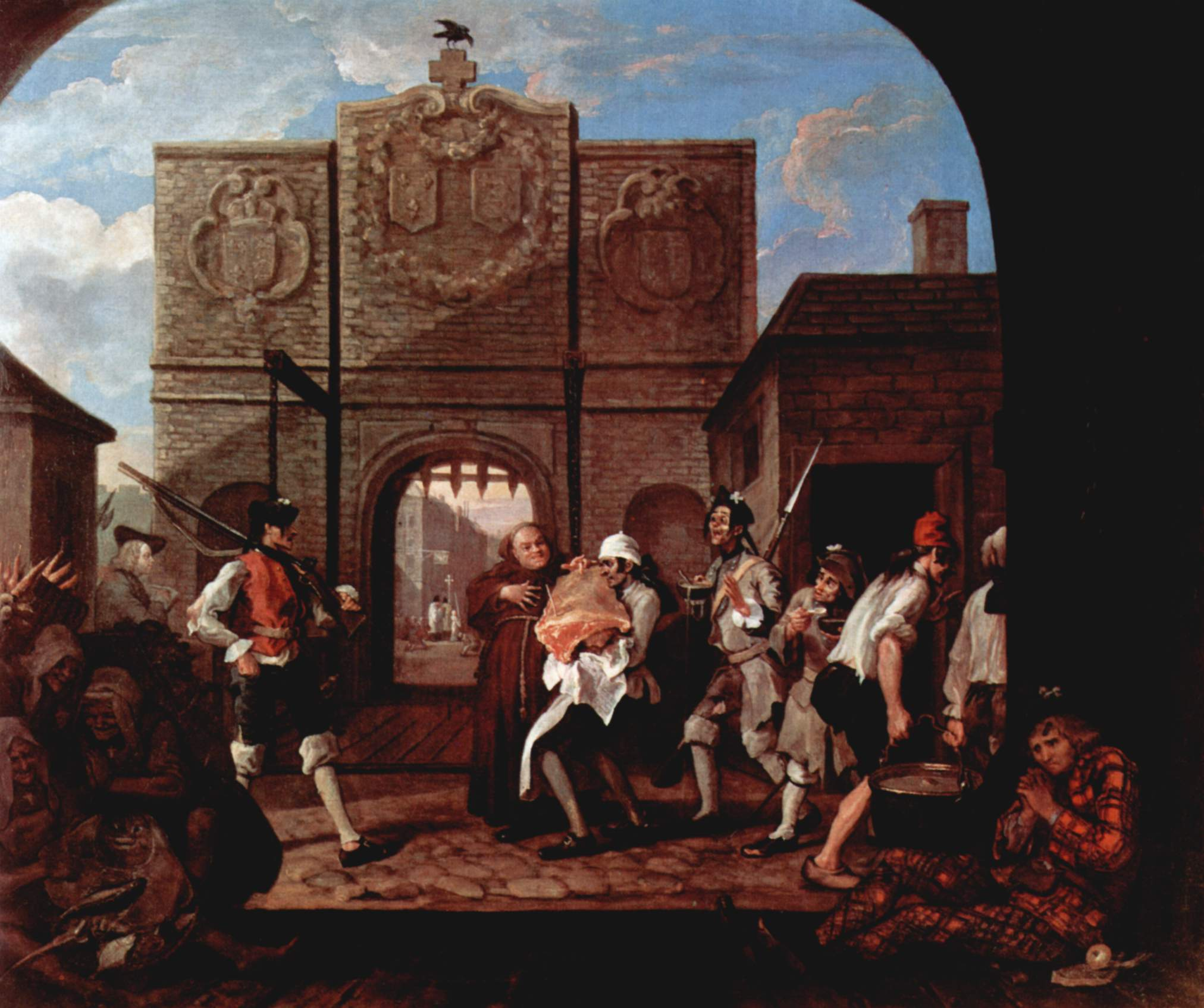
La puerta de Calais: O! El Roast Beef de vieja Inglaterra por William Hogarth, retrata a Francia como una cultura opresiva, golpeada por la pobreza y al revés.

Gran Bretaña y Francia tienen una larga historia de conflictos, que datan de antes de la batalla de Hastings, cuando Guillermo el conquistador tomó el trono inglés. Antes de convertirse en rey de Inglaterra, William encontró conflicto con Enrique I de Francia varias veces y conquistó algunos feudos vecinos. La relación entre los países continuaron llenos de conflictos, incluso durante la tercera cruzada. En esta época medieval del conflicto terminó durante la guerra de los Cien Años, cuando la casa de Plantagenet luchó sin éxito por el control, pero perdió, que se tradujo en el futuro en inglés reyes ingleses siendo más cultural y hablado el francés, Ricardo Corazón de León que era famoso por su enemistad con el rey francés Felipe II de Francia, pasó la mayor parte de su vida en Francia y tan solo como seis meses de su reinado como rey de Inglaterra.
La historia moderna del conflicto entre las dos naciones se deriva el ascenso de Inglaterra, Gran Bretaña más tarde, efecto en una posición como potencia mercantil y marinera dominante de finales del siglo XVII hacia adelante. Hostilidad y el conflicto estratégico con ambiciones similares de Francia se convirtió en una característica definitoria de las relaciones entre las dos potencias. El tiempo entre la revolución gloriosa de 1688 y capitulación final de Napoleón en 1815 ha sido percibido en Gran Bretaña como un prolongado conflicto franco-británico para determinar quién sería el poder colonial dominante.
Gran Bretaña también resentía la intervención de Francia en la revolución americana. Estos repetidos conflictos generó profundo mutuo antagonismo entre las dos naciones, que fueron superados solamente por su alianza para contener a Alemania a principios del siglo XX por ejemplo:
- Un creciente grupo de nacionalistas británicos en los siglos XVII y XVIII resintió la veneración que a menudo era otorgada a la cultura francesa y su lengua.

- Francia era la más fuerte nación católica y "el anticatolicismo" habían sido extendidos en Gran Bretaña e Irlanda desde el Acta de supremacía en 1534.

### Francia en África, Asia y América
- África - intervención de Francia en la Guerra civil en Costa de Marfil ha desencadenado francés contra la violencia de los "Jóvenes patriotas" y otros grupos.

- Asia - los colonos franceses dieron el epíteto especial công dân (originalmente significa colono, pero evolucionando para referirse al régimen opresivo de los franceses) en Vietnam; aún universalmente se utiliza en las discusiones sobre la época colonial.

- Intervención en México entre 1863 y 1867.

En los años 90, los medios de comunicación dominantes en Estados Unidos describían regularmente a Francia como arcaica y arrogante.